# Храброе сердце (мультфильм)
«Храброе сердце» (нем. Ritter Rost, дослов. Ржавый рыцарь) — мультипликационный фильм немецкого режиссёра Томаса Боденштайна, вышедший в прокат в Германии в январе 2013 года, в России в январе 2014 года. Сюжет основан на серии детских книг «Ritter Rost», выпускавшихся в Германии.

## Сюжет
Металлический робот-рыцарь Расти живёт вместе с девушкой-человеком Бо. Его мечта выиграть королевский турнир. Чтобы принять участие в турнире Расти решает обменять швейную машину Бо на новый двигатель для своей механической лошади. После турнира выясняется, что этот двигатель краденный, из-за чего Расти лишается всех наград, рыцарского звания и своего замка. Бо уходит к победителю турнира. Теперь задачей Расти является восстановить свою честь, устранив нависшую над страной угрозу в виде дракона.

## Роли озвучивали
Роли озвучивали:
- Рик Каваниан — Расти(дублирует Сергей Пономарев)
- Каролин Кебекус — Бо
- Кристоф Мария Хербст — Принц Протц
- Том Герхардт
- Детлеф Редингер
- Дастин Земмельрогге — Кокс
- Анита Хёфер
- Дэвид Холт
- Жан-Люк Жюльен
- Франк Ленарт